# Number Do
Number Do（ナンバー ドゥ）は、文藝春秋が発行している総合スポーツ雑誌。季刊誌。

## 概要
『Sports Graphic Number』の兄弟誌。『Sports Graphic Number』はスポーツを観戦する側のクオリティ誌として創刊されたが、この『Number Do』は「スポーツをやる側（Do）」の視点から編まれている。
ダイエット特集や、高橋尚子や瀬古利彦ら著名ランナーを起用した特集が多い。
文芸中心の版元の強みを活かし、角田光代らスポーツ好きの作家が特集や連載などで多く登場している。

## 主な連載
- 角田光代「なんでわざわざ中年体育」

- 高野秀行「伸びしろマンがゆく！」